# Arnold Gehlen
Arnold Gehlen (Leipzig, 29 de enero de 1904 – Hamburgo, 30 de enero de 1976), fue un filósofo y sociólogo alemán, miembro del partido nazi, sus teorías han inspirado el desarrollo del neoconservadurismo contemporáneo alemán.

## Biografía
Sus mayores influencias como estudiante de filosofía fueron Hans Driesch, Nicolai Hartmann y, especialmente, Max Scheler.
Se unió en 1933 al partido Nazi, y tuvo una brillante carrera como miembro de la escuela de Leipzig, bajo la tutela de Hans Freyer. 
Reemplazó a Paul Tillich, quien había emigrado a Estados Unidos, en la Universidad de Frankfurt. 
En 1938 aceptó el cargo de profesor en la Universidad de Königsberg y en 1940 en la Universidad de Viena, en donde enseñó hasta ser llamado a filas por la Wehrmacht en 1943. 
Después de su desnazificación, enseñó en el colegio administrativo de Espira.
Posteriormente, fue profesor en la universidad de Tecnología de Aquisgrán entre 1962 y 1969. Desde su puesto de profesor, Gehlen criticó los movimientos de protesta desarrollados en la última parte de la década de los años 1960.
La filosofía de Gehlen fue una fuerte influencia para muchos pensadores alemanes neoconservadores contemporáneos. 
Conceptos de su obra, como Reizüberflutung o "sobreabundancia de estímulos", y desinistitucionalización (post-historia o fin de la historia), véase Kojève, Jünger, Adorno, han ganado amplio consenso en Alemania.

## Obra
- Zur Theorie der Setzung und des setzungshaften Wissens bei Driesch. Leipzig 1927. Disertación
- Reflexion über Gewohnheit. E. Reinicke, Leipzig 1927. 20 pp. Aus der Festschrift für Hans Driesch zum 60. Geburtstag
- Wirklicher und Unwirklicher Geist. Univ.-Verl. v. Noske, Leipzig 1931
- Idealismus und Existentialphilosophie. Univ.-Verl. v. Noske, Leipzig 1933. Vortrag
- Theorie der Willensfreiheit Junker und Dünnhaupt, Berlín 1933
- Deutschtum und Christentum bei Fichte. Junker und Dünnhaupt, Berlín 1935
- Der Staat und die Philosophie. Meiner, Leipzig 1935. Antrittsvorlesung an der Universität Leipzig
- Der Mensch, seine Natur und seine Stellung in der Welt. Junker und Dünnhaupt, Berlín 1940. 3.ª ed. 1944. 4.ª ed. Athenäum-Verlag, Bonn 1950. (Traducido como "El hombre, su naturaleza, y su lugar en el mundo")
- A. Gehlen, Helmut Schelsky (eds.) Soziologie. Eugen Diederichs, Düsseldorf 1955
- Urmensch und Spätkultur. Philosophische Ergebnisse und Aussagen. Athenäum, Bonn 1956
- Die Seele im technischen Zeitalter. Sozialpsychologische Probleme in den industriellen Gesellschaft. Rowohlt, rde, N.º 53, Reinbek 1957 (traducido como "El hombre en la era de la tecnología")
- Zeit-Bilder. Zur Soziologie und Ästhetik der modernen Malerei. Athenäum, Frankfurt am Main 1960
- Anthropologische Forschung, Rowohlt, rde, N.º 138, Reinbek 1961
- Studien zur Anthropologie und Soziologie. Luchterhand, Soziologische Texte 17, Neuwied 1963. Durchgesehene und veränderte Auflage 1971
- Theorie der Willensfreiheit und frühe philosophische Schriften. Luchterhand, Neuwied 1965
- Moral und Hypermoral. Eine pluralistische Ethik, Athenäum, Frankfurt am Main 1969
- Einblicke. Klostermann, Frankfurt 1975
- Producción total. Arnold Gehlen Gesamtausgabe. I-X. Verlag Vittorio Klostermann, Frankfurt am Main 1978. Se proporcionan 10 vols. de los cuales 7 han sido publicados hasta el año 2004. Editor estudiantes Gehlen Karl-Siegbert Rehberg

### Ediciones en español
- Gehlen, Arnold (1993). Antropología filosófica: del encuentro y descubrimiento del hombre por sí mismo. Ediciones Paidós Ibérica. ISBN 978-84-7509-929-3.

- Gehlen, Arnold (1987). El hombre: su naturaleza y su lugar en el mundo. Ediciones Sígueme. ISBN 978-84-301-0799-5.

- Gehlen, Arnold (1994). Imágenes de época: sociología y estética de la pintura moderna. Edicions 62. ISBN 978-84-297-3748-6.

### Biografía y bibliografía
- Breve biografía y bibliografía, Universidad Graz
- Arnold Gehlen im Zusammenhang der Philosophischen Anthropologie

### Aspectos generales
- Ulrike Baureithel, Kompatibel - Linksbündig: Zur Aktualität Arnold Gehlens, Freitag 06/2004, 30 de enero de 2004
- Der Mensch - das Mängelwesen. Vor hundert Jahren wurde der Kulturanthropologe Arnold Gehlen geboren - Neue Zürcher Zeitung, 24 de enero de 2004
- Wolf Lepenies, Das Heil kommt von den Institutionen - Vor 50 Jahren beschrieb Arnold Gehlen den Menschen als Mängelwesen, Die Welt, 1 de febrero de 2006)
- Website zur Philosophischen Anthropologie von Scheler, Plessner und Gehlen
- „Zwischen Führerkult und Mängelwesen. Zur Aktualität Arnold Gehlens.“ Hrsg. v. F. Kannetzky u. H. Tegtmeyer. Mit Beiträgen von K.-S. Rehberg, Chr. Thies, P. Wöhrle, F. Kannetzky, M. Hog u. W. Luutz (PDF 1,32 MB)
- Michael Lüthy, Die innere Galeere der Freiheit. Zu einigen Motiven in Arnold Gehlens “Zeit-Bildern” - Neue Zürcher Zeitung, 12/13 de julio de 1997

### Aspectos individuales
- Eckhart Arnold, Die Humanismuskritik Arnold Gehlens in seinem Spätwerk "Moral und Hypermoral"
- Arnold Gehlens Deutung des Kubismus bei www.sicetnon.org
- Hans Jürgen Hansen, Die Handlungstheorie bei Arnold Gehlen (Hausarbeit, 1980/81)
- Jörg M. Schindler, Gehlens Sprache (zur Sprachtheorie, Paper 2010)

### Documento de audio
- Conversación con Theodor W. Adorno en Youtube

- Datos: Q61616
- Multimedia: Arnold Gehlen / Q61616